# A Good Marriage
A Good Marriage è un film del 2014 scritto dallo scrittore Stephen King e diretto da Peter Askin, tratto dal racconto Un bel matrimonio, contenuto nella raccolta Notte buia, niente stelle (2010) dello stesso King, a sua volta basato sulla vicenda dell'assassino seriale Dennis Rader.

## Trama
Darcy vive una vita perfetta, è una donna affascinante e felicemente sposata da venticinque anni con Bob, un contabile di successo ammirato dalla comunità con l'hobby di collezionare monete, oltre a essere un uomo passionale; inoltre hanno due figli adulti a cui vogliono molto bene. Bob parte per un viaggio di lavoro e Darcy resta sola in casa; andando nel garage trova un piccolo cofanetto con i documenti di una donna morta: si tratta di una delle tante vittime di "Beadie", un serial killer che stupra e uccide le sue vittime, che da tempo non ha fatto altro che mietere vittime nella zona. Darcy è agitatissima avendo capito che l'unica ragione per cui Bob teneva nascosti quei documenti è perché lui è Beadie. Darcy fa una ricerca in rete e scopre con suo sconcerto che gli orecchini che indossa, un regalo del marito, appartenevano alla vittima; decide però di non avvertire le autorità, non potendo accettare l'umiliazione sociale che ne deriverebbe. 
Quella stessa notte Bob torna a casa e, compreso che la moglie ha scoperto tutto, le confessa  con una tranquillità disarmante di essere Beadie. Bob tranquillizza la moglie, dicendole che non le farà del male e che se lo desidera è libera di denunciarlo alla polizia, conscio che lei non avrebbe abbastanza coraggio per farlo, anche per evitare traumi ai figli. Darcy in qualche modo sembra venire a patti con la realtà e decide di fare buon viso a cattivo gioco, ma impone a suo marito di interrompere la scia di omicidi e di nascondere i documenti incriminanti sotterrandoli in giardino. Bob accetta le condizioni e tutto sembra tornare alla normalità, nonostante dubbi e paure di Darcy. Anche il matrimonio della figlia della coppia trascorre in tranquillità, sebbene la donna noti un uomo che, da un po' di tempo, sembra tenerla d'occhio. L'uomo, in verità, pare avere intuito parte della verità, appuntando il nome dei due coniugi assieme a quello del killer Beadie. Una sera i due coniugi, rientrati da una cena romantica, si avviano verso la camera da letto, ma il tutto si rivela essere un'imboscata di Darcy, che spinge Bob giù dalle scale per poi soffocarlo, uccidendolo. Nessuno sospetta che sia stata lei ad assassinare Bob, la cui morte viene pianta da figli e amici. 
Dopo il funerale, Darcy riceve la visita di Holt Ramsey, l'uomo che da tempo la spia, un investigatore in pensione che lavora per l'ufficio della procura. Senza troppi giri di parole, l'uomo le dice che sapeva da tempo che Bob in realtà era Beadie, nonostante non avesse mai trovato le prove per incriminarlo, e che aveva capito che Darcy ne era a conoscenza e aveva ucciso il marito. Darcy non si lascia intimidire dalle sue accuse, ma quando Holt sta per andarsene ha un malore e viene ricoverato in ospedale. Darcy va a trovarlo con l'apparente intenzione di ucciderlo, ma in realtà la donna è lì per ammettere le sue colpe e quelle del marito; consegna i documenti dell'ultima vittima e dà a Holt il permesso di denunciarla. Tuttavia, l'anziano investigatore non lo ritiene opportuno, sostenendo che lei abbia fatto la cosa giusta uccidendo il marito. Inoltre è consapevole che per Darcy sarà un continuo castigo dover fingere davanti ai suoi figli che Bob fosse una brava persona. Darcy lascia così la sala d'ospedale dando a Holt un bacio come segno di gratitudine. Il film si conclude con Darcy, sola in casa, che legge uno dei tanti bigliettini che Bob era solito lasciarle, con un'aria serena.

## Produzione
Il film è tratto dal racconto omonimo Stephen King, pubblicato sulla raccolta "Full Dark, No Stars" (2010); esso si ispira alla figura del serial killer Dennis Rader, noto come BTK o 'strangolatore BTK', responsabile di dieci omicidi in Kansas dal 1974 al 1991. Le riprese sono state realizzate nel maggio 2013 a New York City, nel villaggio di Sleepy Hollow e presso le cascate di Palisades. Anche se il suo personaggio dovrebbe essere molto più vecchio, Stephen Lang ha solo 4 anni in più di Joan Allen.

## Distribuzione
Il film è stato distribuito nelle sale cinematografiche statunitensi il 3 ottobre 2014 dalla Screen Media Films. In Italia è uscito direttamente in DVD, il 25 agosto 2016.

### Edizione italiana
L'edizione italiana del film è a cura della Tecnofilm Due, mentre i dialoghi e la direzione del doppiaggio sono di Massimiliano Painelli Perrella, assistito da Valentina Perrella. I fonici di missaggio e doppiaggio sono rispettivamente Valerio Brini e Davide De Luca, il quale si occupa anche della sincronizzazione.